# 曼兴
曼兴（德語：Manching，發音：[ˈmançɪŋ] ⓘ）是德国巴伐利亚州上巴伐利亚行政区伊尔姆河畔普法芬霍芬县的市镇，总面积35.43平方千米，2023年12月31日总人口为13,083人。